# アラクシュミー
アラクシュミー（Alakshmi）はヒンドゥー教の神の一柱で、貧困と不幸を司る女神。いくつかの伝承ではラクシュミーの姉ともされる。